# Julius Fučík (scrittore)
Julius Fučík (Praga, 23 febbraio 1903 – Berlino, 8 settembre 1943) è stato un giornalista, scrittore, antifascista comunista ceco, ucciso dai nazisti.

## Biografia

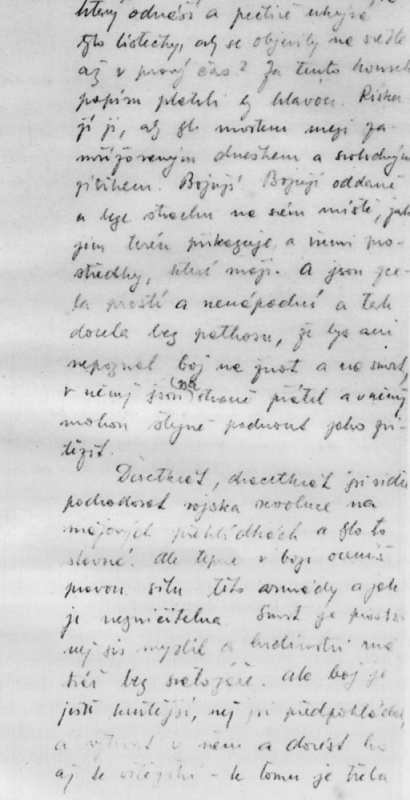
Pagina autografa da Scritto sotto la forca di Julius Fučík

Nacque in una famiglia operaia: suo padre era un operaio metalmeccanico. Nel 1913 la sua famiglia si trasferì da Praga a Plzeň. Iniziò precocemente a interessarsi di politica e di letteratura: a 12 anni cominciò a scrivere sul giornale Slovan ("Lo Slavo"). Dopo aver conseguito il diploma di maturità, nel 1920 iniziò gli studi in Filosofia all'Università Carolina e nel 1921 si iscrisse al neonato Partito Comunista di Cecoslovacchia (KSČ). Nel 1926 fu redattore della rivista letteraria Kmen ("Classe"), divenne membro del movimento artistico di avanguardia Devětsil. Tra il 1928 e il 1938 lavorò come redattore della rivista di critica letteraria Tvorbi ("Creatività"), fondata dal critico František Xaver Šalda. Dal 1929 fu giornalista del Rudé právo, l'organo del KSČ e appartenne al gruppo che respingeva ogni critica all'URSS. Fu ripetutamente arrestato dalla polizia cecoslovacca e nel 1934 ricevette una condanna ad otto mesi di reclusione con la condizionale per motivi politici.
Nel 1930, visitò l'Unione Sovietica per quattro mesi e ne diede un giudizio molto positivo nel suo libro V zemi, kde zítra již znamená včera ("Nella terra dove il domani significa ieri") del 1932. Nel luglio 1934, poco prima che Hitler liquidasse le SA, visitò la Baviera e descrisse le sue impressioni nel libro Cesta do Mnichova ("In cammino verso Monaco"). Tornò in URSS nel 1934; fu corrispondente da Mosca del Rudé právo per due anni e scrisse diverse relazioni anche per il KSČ.
Nel 1938 sposò Augusta Kodeřicová, più tardi nota come Gusta Fučíková. Dopo la firma del patto Molotov-Ribbentrop, il trattato di non aggressione fra la Germania nazista e l'Unione Sovietica, il KSČ venne messo fuori legge e Fučík si rifugiò presso i suoi genitori a Chotiměř ed entrò in clandestinità; ritornò segretamente a Praga nel 1940. Dopo l'attacco nazista all'URSS nel giugno 1941 aderì alla resistenza antinazista, dedicandosi alla pubblicazione illegale del Rudé právo e di altro materiale antinazista. Venne arrestato il 24 aprile 1942 a Praga, assieme ad altri sei membri del KSČ dalla Gestapo, probabilmente per caso, durante una retata della polizia nazista. L'unico superstite fra i sei arrestati, Riva-Friedová Krieglová, rivelerà più tardi negli anni novanta, che Fučík aveva ricevuto l'ordine di suicidarsi per evitare la cattura; benché Fučík avesse una pistola con sé al momento dell'arresto, non ne fece uso. Dalla prigione scrisse note ispirate di Reportáž psaná na oprátce ("Reportage scritto sotto la forca"), tradotto poi in molte lingue fra cui l'italiano. Condannato a morte nel 1943, la condanna venne eseguita nella prigione Plötzensee di Berlino.